# L’arbre des batailles
A L’arbre des Batailles (szabad fordításban: Csaták fája) középkori francia értekezés, amely a hadi jog egyik előfutárának tekinthető.
A szöveget Honoré Bonet írta 1384-1389 között, művét VI. Károly francia királynak ajánlotta. Az uralkodó cserébe járadékot biztosított neki és igénybe vette diplomáciai feladatokra. A L’arbre des Batailles nem akadémiai értekezés, hanem kézikönyv a lovagoknak, harcosoknak arról, hogy miként kell eljárni a fegyveres konfliktusok idején. Bonet négy részre osztotta munkáját. Az első két könyvben történelmi áttekintést ad, egyrészt A jelenések könyve, másrészt Orosiusnak az antik történelmet feldolgozó, Historiarum Adversum Paganos Libri VII című munkáj alapján. Ennek célja az volt, hogy kontextusba helyezze kora háborús eljárásait.
A harmadik és a negyedik könyvben, amely a teljes szöveg nagyjából háromnegyedét teszi ki, Bovet jogi és erkölcsi szempontból vitatja meg a fegyveres konfliktusokban felmerülő kérdéseket. Nások mellett értekezik a stratégia és hatékonyság kérdésről a szokás és az erény tükrében, az istenítéletről, az elfogott ellenfelek után kérhető váltságdíjról, a harcban részt nem vevőkkel szembeni helyes eljárásokról. Bonet 140 rövid bekezdésben fejti ki nézeteit, mindegyiket kérdés vezeti fel, amelyet gondosan megválaszol.
Johan Huizinga értékelése szerint Bonet művében látszik a leginkább a középkori lovagság hatása a nemzetközi jog kifejlődésére. A műben ugyanis a nemzetközi jog és az egyéni becsület ügyeit veti össze. Ilyen kérdésekre ad választ a szerző a műben: „Milyen jogon lehet hadat viselni a szaracénok vagy más hitetlenek ellen?”, „Adhat-e keresztény király menlevelet szaracén királynak?”, „Lehet-e bajvívást rendezni a királynő színe előtt?”. Huizinga A középkor alkonya című könyvében figyelemreméltónak nevezi Bonet feleleteinek humánumát. A középkori szerző például úgy vélekedik, hogy a francia király nem ejtheti foglyul a „szegény angolokat, kereskedőket, földműveseket és a pásztorokat, akik nyájukat legeltetik a mezőn”, ha angol területen hadakozik. Bonet szerint ezt a keresztény erkölcs és a kor becsületfelfogása is tiltja.
Bonet munkája népszerű lett, ennek köszönhetően több mint kilencven példánya maradt fenn. A könyvet több nyelvre, kasztíliaira, katalánra, okcitánra is lefordították a 15. század közepén. Több későbbi szerző, köztük Christine de Pisan, aki VI. Károly francia király udvarában élt, felhasználta saját munkájához.